# Pałac w Żelazowie
Pałac w Żelazowie – zabytkowy pałac z XVII w. we wsi Żelazów (województwo dolnośląskie),  w Polsce, w powiecie świdnickim, w gminie Strzegom.

## Historia
Pałac przebudowany po 1820 r.; od frontu posiada portyk ośmiokolumnowy - po dwie kolumny w rzędzie, który wieńczy balkon. Obiekt jest częścią zespołu pałacowego, w skład którego wchodzą jeszcze: park powstały po 1830 r. oraz dom ogrodnika z około 1800 r.